# Gert Fredriksson
Gert Fredriksson, född 21 november 1919 i Nyköping, död 5 juli 2006 i Nyköping, var en svensk kanotist. Han tävlade i kajakpaddling och var länge den genom tiderna mest framgångsrike kanotisten. Han vann åren 1948–60 åtta OS-medaljer (varav sex guld) och är ännu den mest framgångsrike manlige kanotisten i den olympiska historien. Dessutom erövrades elva VM-medaljer (varav sju guld).

## Biografi

### Bakgrund
Gert Fredriksson föddes i Nyköping som son till en möbelsnickare. När han var 16 år gammal fick de båda för sig att göra varsin kanot; de använde två begagnade och utslitna exemplar som de köpte av den lokala kanotklubben. Inköpskostnaden var 80 kronor. När 16-åringen väl lärt sig tekniken paddlade han runt mellan de små öarna i den sörmländska skärgården.
Vid 19 års ålder föddes idén hos Fredriksson att också tävla i kanot. Han inledde en intensiv daglig träning, och Gert Fredrikssons muskulösa överkropp rapporterades snart om i tidningarna. 1942 vann han vid 23 års ålder sitt första av fram till 1960 sammanlagt 71 SM-guld. 32 av gulden togs individuellt.

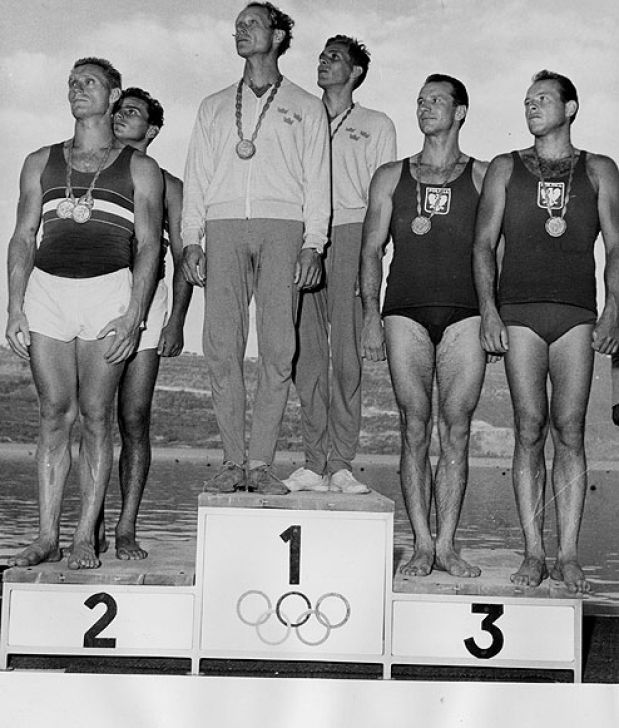
Prisutdelning i K-2 vid OS 1960. Överst svenskarna Gert Fredriksson och Sven-Olov Sjödelius.

Gert Fredriksson slog igenom och dominerade den svenska kanotsporten från tidigt 1940-tal. Åren 1943–48 vann han alla tävlingar han ställde upp på utom en, och åren 1943–50 förlorade han endast två K-1-lopp.

### Internationell karriär
På grund av andra världskriget dröjde det till 28 års ålder innan Gert Fredriksson fick chansen att tävla i olympiska spel. Däremot hade han redan gjort sig ett namn inom nordiska sammanhang, och totalt under karriären erövrade han 17 nordiska mästerskap i kanot.
Vid olympiska spelen i London 1948 vann han guld på både K-1 000 och K 10 000, och sammanlagt erövrade han sex OS-guld samt ett silver och ett brons. Gert Fredrikssons spurt vid 1000-metersloppet i London 1948 rapporterades i Göteborgs-Posten av dess utsände Åke Hall:
| ”                | … sedan var det som alla de övriga gått på grund och bara Gert Fredriksson fortsatte. | „ |
| – Åke Hall, 1948 |                                                                                       |   |

När det sista guldet togs vid OS 1960 var han 40 år fyllda, och då hade han dessutom vunnit elva VM-medaljer (varav sju guld).
Gert Fredriksson fortsatte att tävla upp i hög ålder. Sammanlagt genomförde han 42 tävlingssäsonger, och vid 56 års ålder vann han Dalarnas sju mil långa Skinnarrännet.

### Senare år
Efter den aktiva kanotistkarriären fungerade Gert Fredriksson som lagledare och tränare för svenska kanotlandslaget, bland annat vid OS i Tokyo 1964 och spelen i Mexico City 1968. Jobbade även som brandman i Nyköping fram till sin pension vid 58 års ålder.

## Klubbkarriären
Fredriksson tävlade för världens genom tidernas[källa behövs] mest framgångsrika kanotklubb, Nyköpings kanotklubb (Nyköpings KK). Under fjorton OS i rad mellan 1948 och 2004 hade klubben minst en deltagare med vid spelen, och de tog tillsammans 12 olympiska medaljer under denna tid.
Förutom Gert Fredriksson har även Hans Wetterström, Gunnar Åkerlund, Sven-Olov Sjödelius och Henrik Nilsson vunnit olympiska guldmedaljer och ett antal silver och bronsmedaljer vid olympiska spel. Dessutom har klubben erövrat 13 guldmedaljer i världsmästerskap samt ett antal andra medaljer.

## Meriter och utmärkelser
Gert Fredriksson är den ende svensk som tagit guldmedalj i fyra olympiska spel och är fortfarande (2012) Sveriges främste olympier genom alla tider, jämsides med Sixten Jernberg (nio OS-medaljer). Fredriksson tog dessutom sju VM-guld, två silver och två brons.
Gert Fredriksson är ännu tidernas mest framgångsrika manliga olympiska kanotist. På den kvinnliga sidan har den tyska kanotisten Birgit Fischer nu passerat Fredriksson när det gäller olympiska medaljer. Hon tog i sex olympiska spel (1980–2004) åtta guld och fyra silver. Dessutom har erövrade hon 27 guld i VM.
För sina utomordentliga insatser fick han 1949 Svenska Dagbladets guldmedalj. Gert Fredriksson tilldelades 1956 Trophée Tahir Pacha av Internationella olympiska kommittén. Det är ett pris som sedan 1950  utdelas till världens främste idrottare. Fredriksson tilldelades 1987 Konungens medalj 8:e storleken i högblått band.

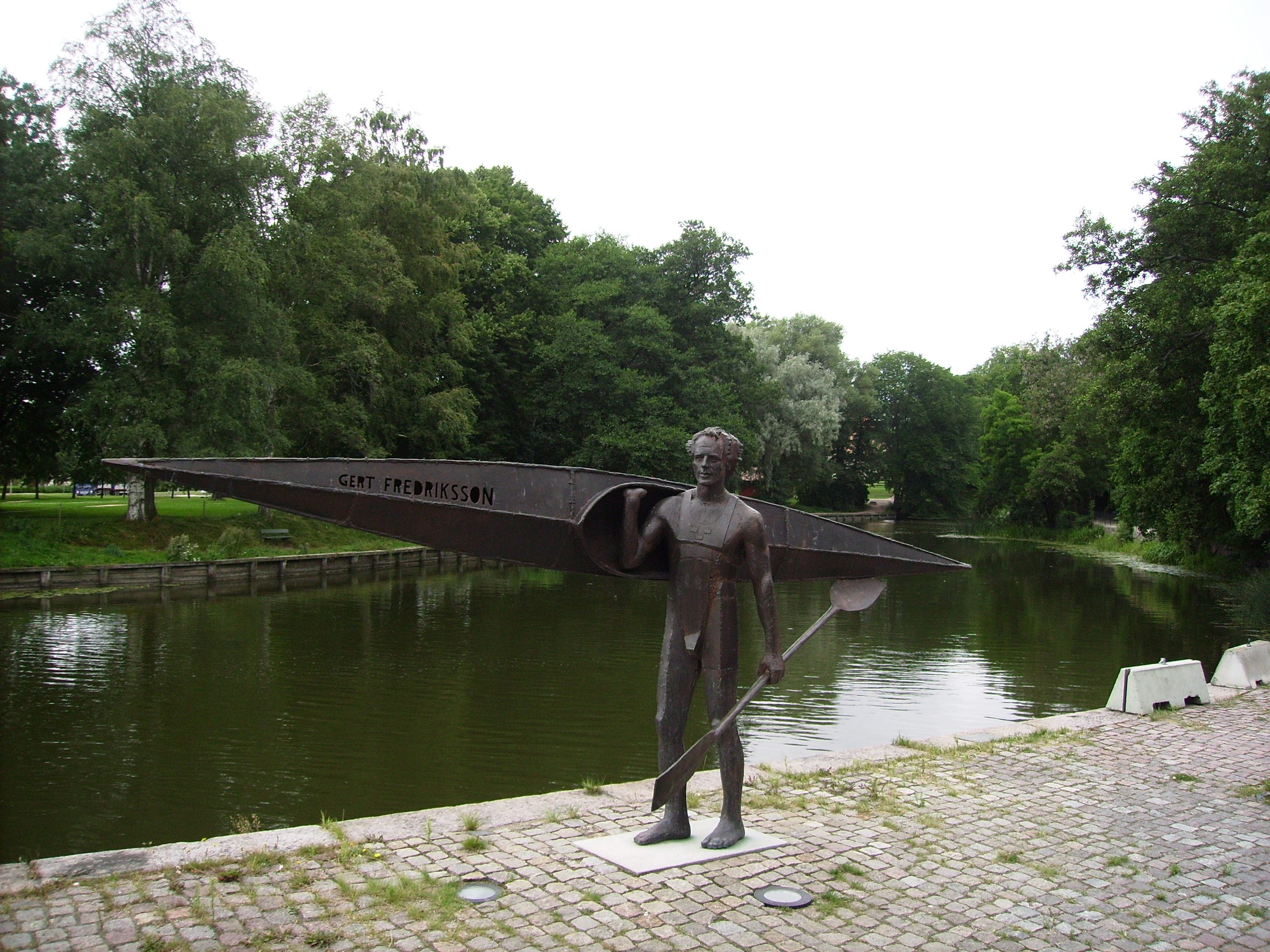
Staty vid Nyköpingsån, utförd av Thomas Qvarsebo.

Vid Nyköpingsån finns sedan 2002 en staty av Gert Fredriksson, utförd av Thomas Qvarsebo. Den är utformad som en gående kanotist med kanoten på axeln. Öster om Nyköpingsåns utlopp löper numera Gert Fredrikssons väg.
Fredriksson är Stor grabb nummer 10 på Svenska Kanotförbundets lista över mottagare för utmärkelsen Stor kanotist.

### OS-medaljer
- 1948 (London) – Guld K-1 1 000 meter, guld K-1 10 000 meter.
- 1952 (Helsingfors) – Guld K-1 1 000 meter, silver K-1 10 000 meter.
- 1956 (Melbourne) – Guld K-1 1 000 meter, guld K-1 10 000 meter.
- 1960 (Rom) – Guld K-2 1 000 meter, brons K-1 1 000 meter.